# Затерянные миры планеты Земля
Затерянные миры планеты Земля (англ. The Lost Worlds of Planet Earth) — девятый эпизод американского документального телевизионного шоу «Космос: пространство и время». Премьера эпизода состоялась 4 мая 2014 года на телеканале Fox, а 5 мая 2014 года — на телеканале National Geographic Channel. В качестве режиссёра эпизода выступил Брэннон Брага, сценарий был написан Энн Друян и Стивеном Сотером. Эпизод исследует палеогеографию Земли на протяжении миллионов лет и то, какое влияние оказало другое расположение материков на жизнь на планете. рассказ начинается с периода тяжёлой бомбардировки, «от 3,8 до 4,1 млн лет назад, когда Луна, Меркурий, Венера и Земля находились под градом космических обломков». Также Тайсон исследует прошлое планеты, утверждая, что «прошлое Земли — это другая планета», намекая на то, как тектоника плит сформировала современную планету Земля . В анимационных вставках рассказывается об открытии Мари Тарп, которую озвучила Аманда Сейфрид.
Эпизод посмотрело 4,08 миллиона зрителей. Рейтинг в возрастной категории 18-49 составил 1,6/5.

## Сюжет
Рассказ начинается с повествования Тайсона о появлении 300 млн лет назад, во времена Каменноугольного периода, первых деревьев. Эти деревья были богаты лигнином и поэтому были несъедобны для микроорганизмов. Как следствие, когда деревья умирали, они не гнили, а постепенно превращались в каменный уголь. Примерно 50 млн лет спустя, в конце Пермской эпохи, вулканическая активность сожгла этот уголь, выпустив в атмосферу углекислый газ и ядовитые вещества и внезапно создав парниковый эффект, из-за которого температура в океане повысилась и метан со дна поднялся и тоже оказался в атмосфере. Эта катастрофа стала известна как Массовое пермское вымирание, во время которого погибло более 90 % всех видов.
Тайсон рассказывает о тектонических плитах, которые формируют земную кору Земли. Также он приводит гипотезы, которые выдвигали различные учёные прошлого — гипотезу Абрахама Ортелия о том, что континенты когда-то были связаны, гипотезу Альфреда Вегенера о едином континенте под названием Пангея и дрейфе континентов, выдвинутую вопреки уже сложившемуся мнению о затопленных перешейках между материками; гипотезу Брюса К. Хизена и Мари Тарп, которые обнаружили на дне океана Срединно-Атлантический хребет, что подтверждало теорию о дрейфе континентов. Тайсон описывает то, как земная кора лежит на мантии, которая постоянно движется из-за высокой температуры и вращения внешнего и внутреннего ядра Земли.
Далее Тайсон рассказывают о последствиях падения астероида и о Мел-палеогеновом вымирании, оставившем млекопитающих доминировать на Земле. После рассказ переходит к теме более поздних геологических событий — к образованию Средиземного моря вследствие разрушения естественной дамбы в районе современного Гибралтарского пролива, а также о Панамском перешейке, формирование которого перекрыло течение из Атлантического океана в Тихий, вызвав крупномасштабное изменение климата, такое, как превращение пышных полей Африки в засушливые равнины и влияние на появление млекопитающих, лазающих по деревьям. Тайсон также объясняет, что различные планеты оказывали незначительное влияние на скорость вращения Земли и наклон земной оси, что периодически вызывало ледниковые эпохи, а также влияло на кочевую жизнь первых людей. Эпизод завершается тем, что Тайсон объясняет факт того, что в будущем география Земли снова может измениться, и это, как ожидается, станет причиной очередного массового вымирания.

## Рейтинг
Премьеру эпизода в прямом эфире на канале Fox посмотрело 4,08 миллиона зрителей. При этом рейтинг эпизода в возрастной категории 18-49 составил 1,6/5. В результате эпизод занял четвёртое и последнее место среди эпизодов своего таймблока, уступив эпизодам телесериалов «Хорошая жена», «Воскрешение» и «Верь», и тринадцатое место среди семнадцати премьер той же ночи.